# Jardin de la Luna Rossa
 (juillet 2021).
Si vous disposez d'ouvrages ou d'articles de référence ou si vous connaissez des sites web de qualité traitant du thème abordé ici, merci de compléter l'article en donnant les références utiles à sa vérifiabilité et en les liant à la section « Notes et références ».
Le jardin de la Luna Rossa de Caen est un petit musée d'art brut aménagé dans un jardin rue Damozanne, non loin de l'abbaye aux Hommes, derrière le Quartier Lorge.

## Démarche
Le jardin est à l'origine un legs d'une habitante mais le lieu devait conserver sa finalité. Vaste de 950 m2 environ, il reste à l'abandon pendant 25 ans.
À la fois inséré dans un cadre urbain et dans un jardin arboré, cet espace présente diverses œuvres d'artistes locaux, faites de béton ou utilisant des matériaux de récupération tels les tessons de céramique.
Ce jardin-musée est géré par une association loi de 1901 fondée en 1996. Ouvert officiellement en juin 1998, il a pour but de sauvegarder et de mettre en valeur des œuvres d’art brut réalisées par des artistes autodidactes. Le musée est ouvert au public et l'accès en est libre, d'avril à fin octobre.

## Artistes présentés
- Fernand Châtelain (1899-1988)
- Henri Chéné (1913-1990)
- Jean Clérembaux (1925-1996)
- Jean Coquerel (1926-)
- Euclides Ferreira Da Costa (1902-1984), auteur de la Maison Bleue de Dives-sur-Mer
- Séraphin Enrico (1898-1989)
- André Hardy (1920- )
- Raymond Macé (1906-1996)
- Émile Taugourdeau (1917-1989)
- Louis Tourquetil (1916-????)

### Ouvrage
- Olivier Thiébaut, Bonjour aux promeneurs, Paris, éditions Alternatives, 1996